# Artura
Artura è un videogioco a piattaforme sviluppato dalla Sentient Software e pubblicato dalla Gremlin Graphics nel 1988-1989 per Commodore 64, Amiga, Amstrad CPC, Atari ST, MS-DOS e ZX Spectrum. Alcune riviste lo considerarono un'imitazione poco riuscita di Black Lamp del 1988.

## Trama
In questo gioco si impersona Artura, figlio di Pendragon, e l'obiettivo è salvare Nimue, in un'ambientazione simile a quella del ciclo arturiano, con nomi storpiati. L'opuscolo di presentazione originale include una dettagliata storia della saga di Albione.

## Modalità di gioco
Il gioco si svolge all'interno della fortezza nemica, che è un misto di castello medievale e di tempio greco. L'ambiente è formato da un labirinto di stanze con visuale di lato, spesso contenenti scalinate e più piani, collegate orizzontalmente o verticalmente o attraverso porte trasversali.
Il gioco è composto di 4 livelli molto complessi, tanto che assieme al gioco originale è inclusa una mappa riprodotta in formato poster.
Lungo il percorso sono presenti guerrieri nemici, animali mostruosi come ragni, topi e pipistrelli, maghi con calderoni e trabocchetti. Si dispone di una sola vita con una barra di energia.
Artura è armato con accette da lancio illimitate, che può lanciare in diverse direzioni, e ha la possibilità di saltare e raccogliere oggetti. In particolare deve trovare i pezzi di 6 rune contenenti gli incantesimi. Tramite un tasto si può entrare nella modalità rune, che mette il gioco in pausa e permette di selezionare una delle rune complete per lanciare il relativo incantesimo.